# Kanta Usui
Kanta Usui (født 9. oktober 1999) er en japansk fodboldspiller.
Han har spillet for flere forskellige klubber i sin karriere, herunder Gamba Osaka.